# Дружковский машиностроительный завод
Дружко́вский машиностроительный завод (укр. Дружківський машинобудівний завод) — промышленное предприятие в городе Дружковка Донецкой области Украины.

## История

### 1920—1991 годы
Предприятие было создано в 1920 году на базе основанного в 1893 году Донецкого чугунолитейного и сталелитейного завода и основанного в 1898 году Торецкого сталелитейного и механического завода, выведенных из строя в ходе гражданской войны. В ходе индустриализации СССР предприятие было реконструировано, переориентировано на производство горного оборудования и получило новое наименование — Торецкий машиностроительный завод имени К. Е. Ворошилова.
В первом полугодии 1941 года на заводе работало 5602 человек.
После начала Великой Отечественной войны в связи с приближением к городу линии фронта оборудование завода было эвакуировано в город Александровск Пермской области РСФСР, здания и сооружения пострадали в ходе боевых действий и немецкой оккупации. После войны в соответствии с четвёртым пятилетним планом восстановления и развития народного хозяйства СССР завод был восстановлен и вновь введён в эксплуатацию.
В 1964 году Торецкий машиностроительный завод был переименован в Дружковcкий машиностроительный завод, а в 1968 году в честь 75-летия завод получил почётное наименование: Дружковский машиностроительный завод имени 50-летия Советской Украины.
В 1971 году завод был награждён орденом Ленина.
В советское время входил в число ведущих предприятий города и специализировался на изготовлении оборудования для горнодобывающей промышленности. На предприятии было установлено современное оборудование (в том числе, станки с ЧПУ, автоматизированные линии и вычислительный центр). В 1980е годы основной продукцией являлись механизированные крепи для угольных шахт, электровозы и гировозы для рудников и шахт, вагонетки, металлические верхняки и стойки.

### После 1991 года
После провозглашения независимости Украины государственное предприятие было преобразовано в открытое акционерное общество.
В марте 1995 года Верховная Рада Украины внесла завод в перечень предприятий, приватизация которых запрещена в связи с их общегосударственным значением.
В августе 1997 года завод был включён в перечень предприятий, имеющих стратегическое значение для экономики и безопасности Украины.
В феврале 1999 года Кабинет министров Украины закрепил контрольный пакет акций предприятия (в размере 50 % + 1 акция) в государственной собственности, но в 2000 году с целью пополнения государственного бюджета Украины было принято решение о продаже акций предприятия.
2004 год завод закончил с чистой прибылью 13,227 млн. гривен, в 2005 году 9,9 % акций предприятия за 5 млн долларов США были проданы иностранным инвесторам. 2005 год завод завершил с чистой прибылью 1,69 млн гривен, 2006 год — с чистой прибылью 11,732 млн гривен.
По состоянию на начало 2007 года, завод входил в число крупнейших действующих предприятий города, основной продукцией являлось горно-шахтное оборудование. В 2007 году собственником 65,259 % акций предприятия стала зарегистрированная на Кипре компания «SCM Limited» (дочерняя структура System Capital Management). 2007 год завод завершил с чистой прибылью 25,647 млн гривен.
Начавшийся в 2008 году экономический кризис осложнил положение предприятия, 2008 год завод завершил с прибылью 533 тыс. гривен, 2009 год — с убытком в размере 78,474 млн гривен. В 2010 году ситуация стабилизировалась и завод завершил 2010 год с чистой прибылью 99,894 млн гривен.

## Современное состояние
Выпускает механизированные крепи, щитовые агрегаты для очистных забоев, подземные электровозы, дизелевозы, шахтные вагонетки, рудничные аккумуляторы.